# バリー・イェルヴァートン (第3代アヴォンモア子爵)
第3代アヴォンモア子爵バリー・ジョン・イェルヴァートン（英語: Barry John Yelverton, 3rd Viscount Avonmore、1790年2月21日 – 1870年10月24日）は、アイルランド貴族。

## 生涯
第2代アヴォンモア子爵ウィリアム・チャールズ・イェルヴァートンと妻メアリー（Mary、旧姓リード（Reade）、1766年以降 – 1834年5月30日、ジョン・リードの長女）の息子として、1790年2月21日に生まれた。
1814年11月28日に父が死去すると、アヴォンモア子爵位を継承した。
1854年8月にメイヨー県での地所の管理を息子ジョージ・フレデリック・ウィリアムに委ね、その死後の1861年から1863年にかけてはメイヨー県とティペラリー県の地所を抵当に入れて借金をした。
1870年10月24日にダブリンで死去、2人目の妻との間の息子ウィリアム・チャールズが爵位を継承した。

## 家族
1811年、ジェーン・ブース（Jane Booth、1821年10月没、トマス・ブースの娘）と結婚、2男3女をもうけた。
- バリー・チャールズ（1814年11月21日 – 1853年1月11日[3]）
- シドニー・イロイザ（Sydney Eloisa、1883年3月16日没） - 1839年7月16日、フォースター・ゴリング（Forster Goring、1893年12月8日没、第7代準男爵サー・チャールズ・フォースター・ゴリングの息子）と結婚、子供あり[3]
- ジョージ・フレデリック・ウィリアム（1818年3月7日 – 1860年2月26日） - 1857年2月12日、ルイーザ・レノックス・プレンダーガスト（Louisa Lenox Prendergast、1911年12月31日没、ガイ・レノックス・プレンダーガストの娘）と結婚、子供なし[3]
- メアリー・オーガスタ（1843年10月7日没） - 生涯未婚[3]
- アデレード・マティルダ（1884年6月13日没） - 1860年7月7日、ハンフリー・ライアンズ（英語版）（1873年5月25日没）と結婚、子供なし[3]

1822年8月1日、セシリア・オキーフェ（Cecilia O'Keefe、1805年ごろ – 1876年2月1日、チャールズ・オキーフェの娘）と再婚、2男5女をもうけた。
- レティシア（1823年ごろ – 1897年10月11日） - 生涯未婚
- ウィリアム・チャールズ（英語版）（1824年9月27日 – 1883年4月1日） - 第4代アヴォンモア子爵[3]
- ルイーザ・エリザベス（1915年以降没） - 1873年9月2日、ルドルフ・ヘルマン・フルツシュ（Rudolph Hermann Hultzsch、1905年12月17日没）と結婚[3]
- セシリア・プリシラ（1854年9月18日） - 1853年4月13日、ジョージ・ハリントン・ホーズ（George Harrington Hawes）と結婚、子供あり[3]
- ウォルター・アグリオンビー（Walter Aglionby、1832年2月16日 – 1844年1月16日[3]）
- アンナ（1910年12月27日没） - 1859年4月28日、ジェームズ・ウォーカー（James Walker、1900年10月11日没）と結婚、子供あり[3]
- メアリー・レティシア（1910年3月15日没） - 1868年10月7日、クロフトン・T・B・ヴァンデリア（Crofton T. B. Vandeleur、1881年6月13日没）と結婚、子供なし[3]